# Provinciale weg 590
De provinciale weg 590 (N590) is een provinciale weg in de Nederlandse provincie Limburg. De weg vormt een verbinding tussen Maastricht en de N595 bij Valkenburg.

## Tracé en inrichting
Tot circa 1990 volgde de weg binnen de bebouwde kom van Maastricht het tracé van de Scharnerweg en de Bergerstraat. Het meest westelijke punt was de kruising van de Scharnerweg met de N2, nabij het Koningsplein-Oranjeplein. Na de openstelling van de Terblijterweg werd het verkeer van en naar de A2/N2 via deze weg geleid. Tot 2016 lag het meest westelijke punt van de weg bij het knooppunt Geusselt, de gelijkvloerse kruising met de N2. Na de openstelling van de Koning Willem-Alexandertunnel in 2016 verschoof het begin van de N590 naar de kruising van de Terblijterweg en de Molenweg, de grens van de bebouwde kom in Maastricht.
De weg is uitgevoerd als tweestrooks-gebiedsontsluitingsweg met buiten de bebouwde kom een maximumsnelheid van 80 km/h. Binnen de bebouwde kommen van Maastricht, Berg en Terblijt, Vilt en Valkenburg geldt een maximumsnelheid van 50 km/h. De weg telt twee vrij steile hellingen: de Rasberg en de Cauberg. In de gemeente Maastricht draagt de weg de plaatselijke straatnamen Terblijterweg, Bergerstraat en Rijksweg. In de gemeente Valkenburg aan de Geul heet de weg, van west naar oost, Rijksweg, Cauberg, Grendelplein en Wilhelminalaan.

## Bezienswaardigheden
Net buiten de bebouwde kom van Maastricht voert de weg langs het rijksmonument Withuishof. In Berg zijn de Kruiskapel Rasberg en de Sint-Monulphus en Gondulphuskerk van architect Frits Peutz een herkenningspunt.
Tussen Vilt en Valkenburg verloopt de weg over de Cauberg. Dit gedeelte is populair bij wielrenners. Op de top van de Cauberg bevinden zich het kuuroord Thermae 2000, een vestiging van Holland Casino en een compleet dorp met recreatiewoningen van Landal GreenParks. Dichter bij het centrum van Valkenburg voert de weg langs het Limburgs verzetsmonument, de monumentale Begraafplaats Cauberg (met o.a. de neogotische grafkapel van de familie Habets van architect Cuypers), de Lourdesgrot, de Gemeentegrot, de Grendelpoort, restanten van de Valkenburgse stadsmuur en het Kasteel Den Halder.

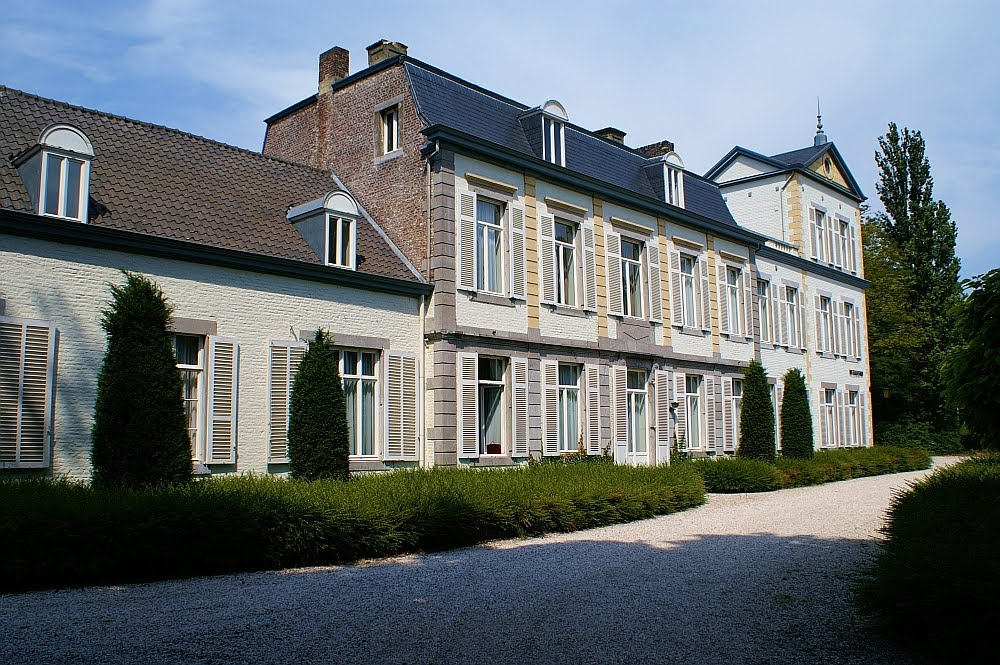
Withuishof, Maastricht
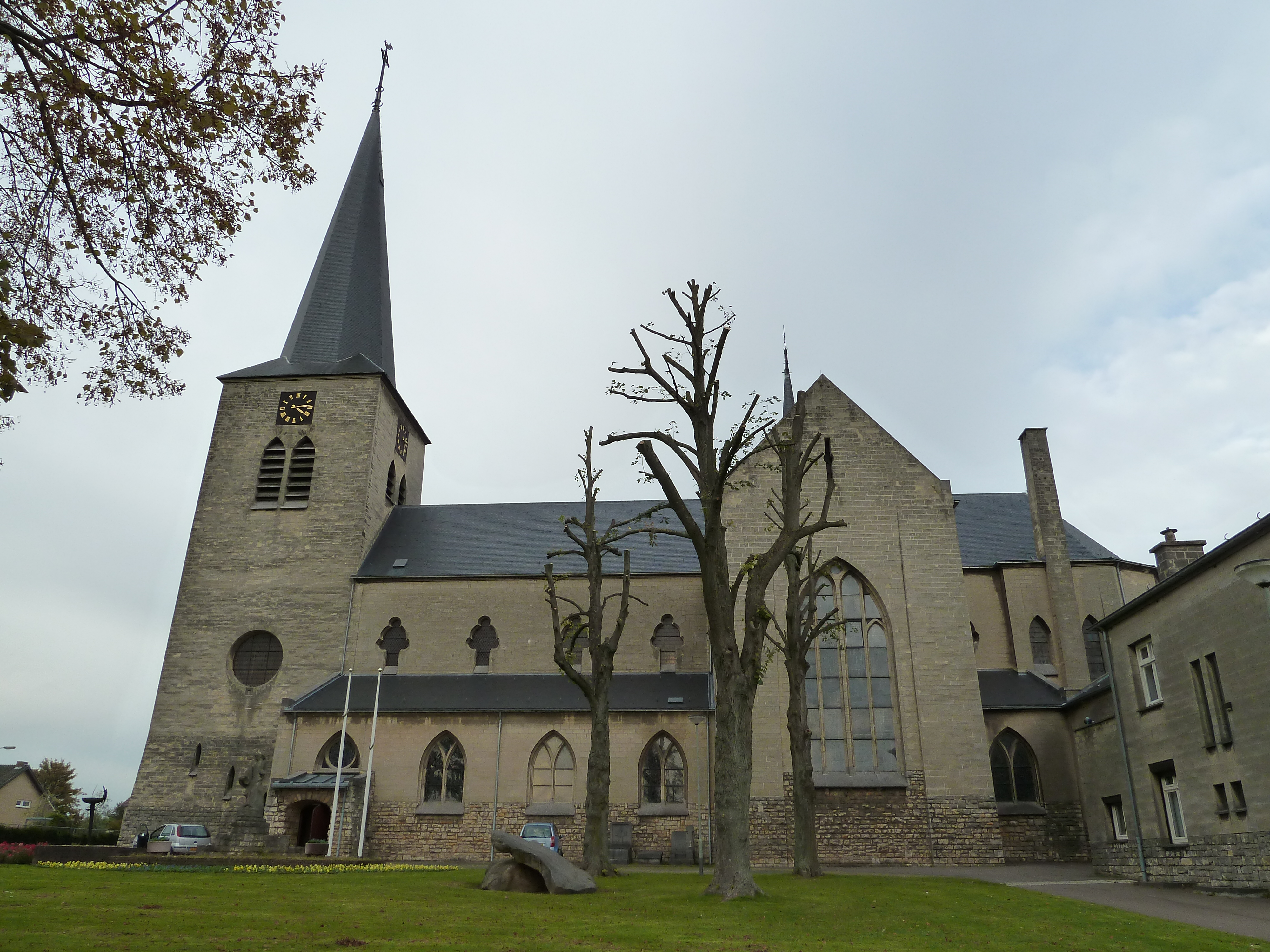
Kerk van Berg en terblijt
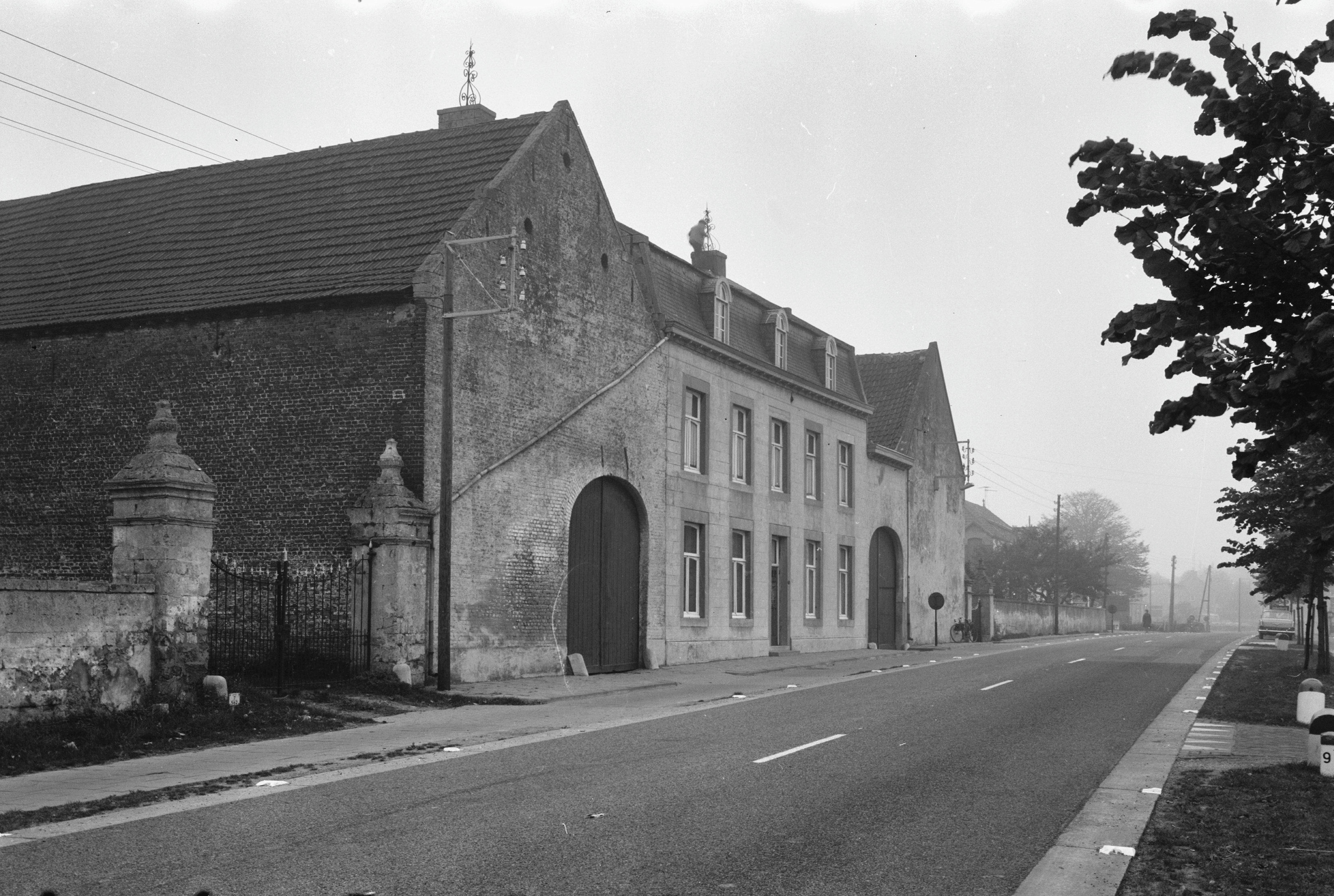
Boerderij te Vilt
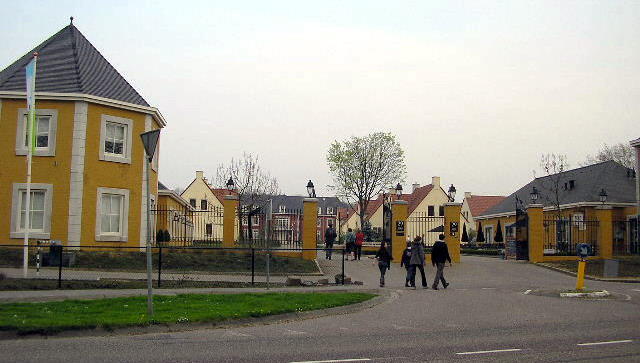
Landal vakantiepark, Cauberg
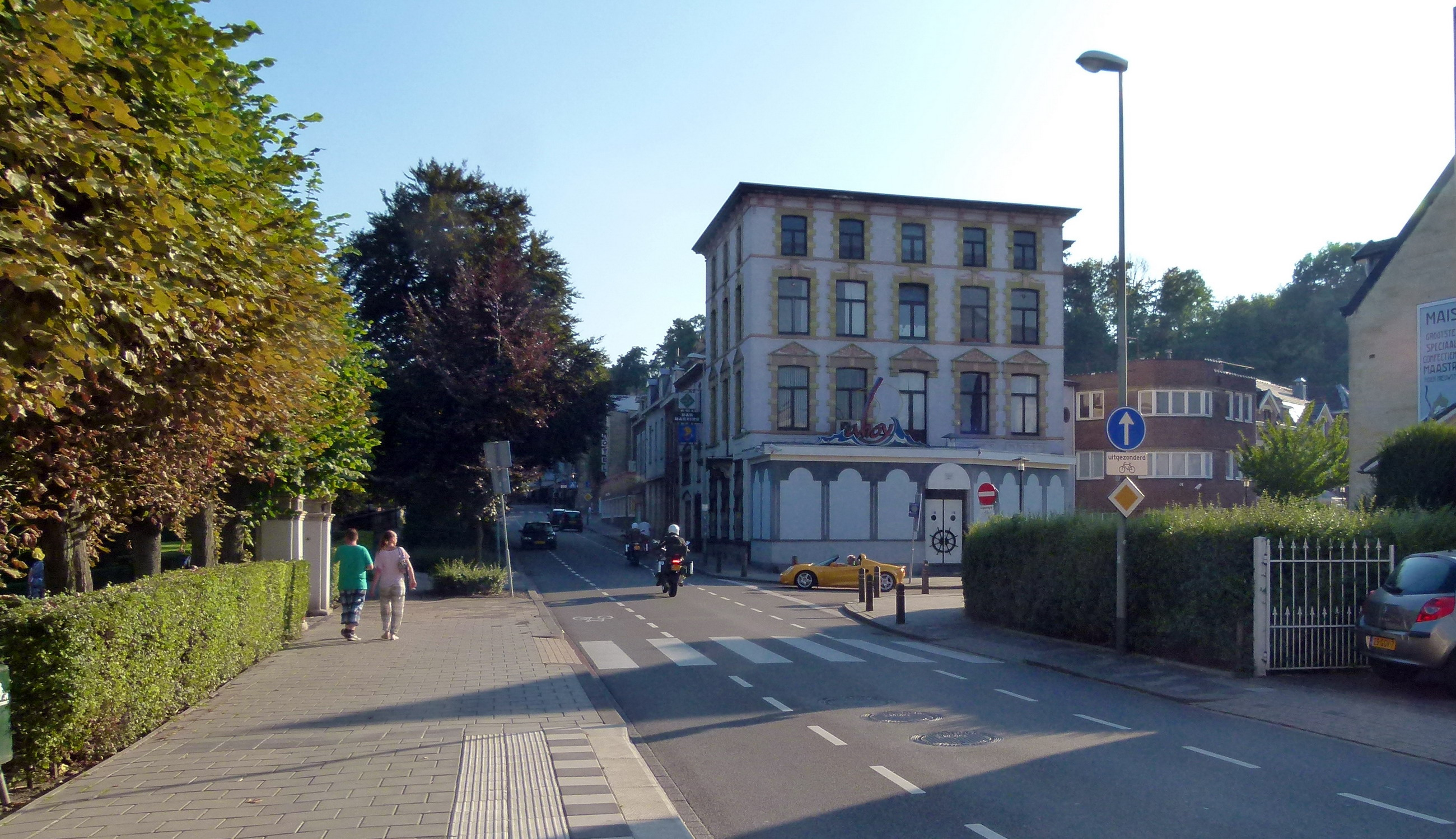
Wilhelminalaan, Valkenburg

N62 · N69 · N251 · N252 · N253 · N254 · N255 · N256/A256 · N257 · N258 · N260 · N261 · N262 · N263 · N264 · N266 · N267 · N268 · N269 · N270/A270 · N271 · N272 · N273 · N274 · N275 · N276 · N277 · N278 · N279 · N280 · N281 · N282 · N283 · N284 · N285 · N286 · N287 · N288 · N289 · N290 · N291 · N292 · N293 · N294 · N295 · N296 · N296n · N297 · N298 · N300 · N321 · N322 · N324 · N329 · N389 · N394 · N395 · N396 · N397

N556 · N562 · N564 · N570 · N572 · N590 · N595 · N598 · N601 · N602 · N605 · N607 · N612 · N613 · N615 · N616 · N617 · N618 · N620 · N622 · N625 · N629 · N631 · N632 · N637 · N638 · N639 · N640 · N641 · N651 · N652 · N653 · N654 · N655 · N656 · N658 · N659 · N660 · N661 · N662 · N663 · N664 · N665 · N666 · N667 · N668 · N669 · N670 · N671 · N673 · N674 · N675 · N676 · N682 · N683 · N686 · N689 · N690 · N831 · N843

Voormalige provinciale wegen: N299 · N551 · N552 · N553 · N554 · N555 · N560 · N561 · N563 · N565 · N566 · N567 · N568 · N571 · N574 · N580 · N581 · N582 · N583 · N584 · N585 · N586 · N587 · N588 · N589 · N591 · N592 · N593 · N594 · N596 · N597 · N603 · N604 · N606 · N608 · N610 · N611 · N614 · N619 · N621 · N623 · N624 · N626 · N628 · N630 · N634 · N642 · N657